# 白流寺
白流寺位於四川省遂寧市射洪縣，文物遺址年代判定為明。2012年7月16日公佈為第八批四川省文物保護單位。
白流寺位於四川省遂寧市射洪縣洋溪鎮白流寺村，南臨“白水奔流”的涪江灘頭，故以“白流”為寺名。坐西向東，占地面積1500平方公尺，建築面積1000平方公尺。白流寺始建於唐，明天順四年（1460）重建，四合院佈局，現存玉皇殿、大雄殿及左廂房。大雄殿木結構抬梁式梁架，單簷歇山頂，簷下施五鋪作斗拱18朵、六鋪作斗拱6朵，面闊三間16.2公尺，進深四間13.9公尺，通高7.8公尺。玉皇殿素面台基高2.5公尺，木結構抬梁式梁架，單簷懸山頂，面闊三間11.3公尺，進深三間7.5公尺，通高7公尺。玉皇殿內現存唐僧西天取經壁畫5幅。白流寺是研究明代建築重要的實物依據。2002年，被射洪縣人民政府公佈為縣級文物保護單位。